# Miró-Wand

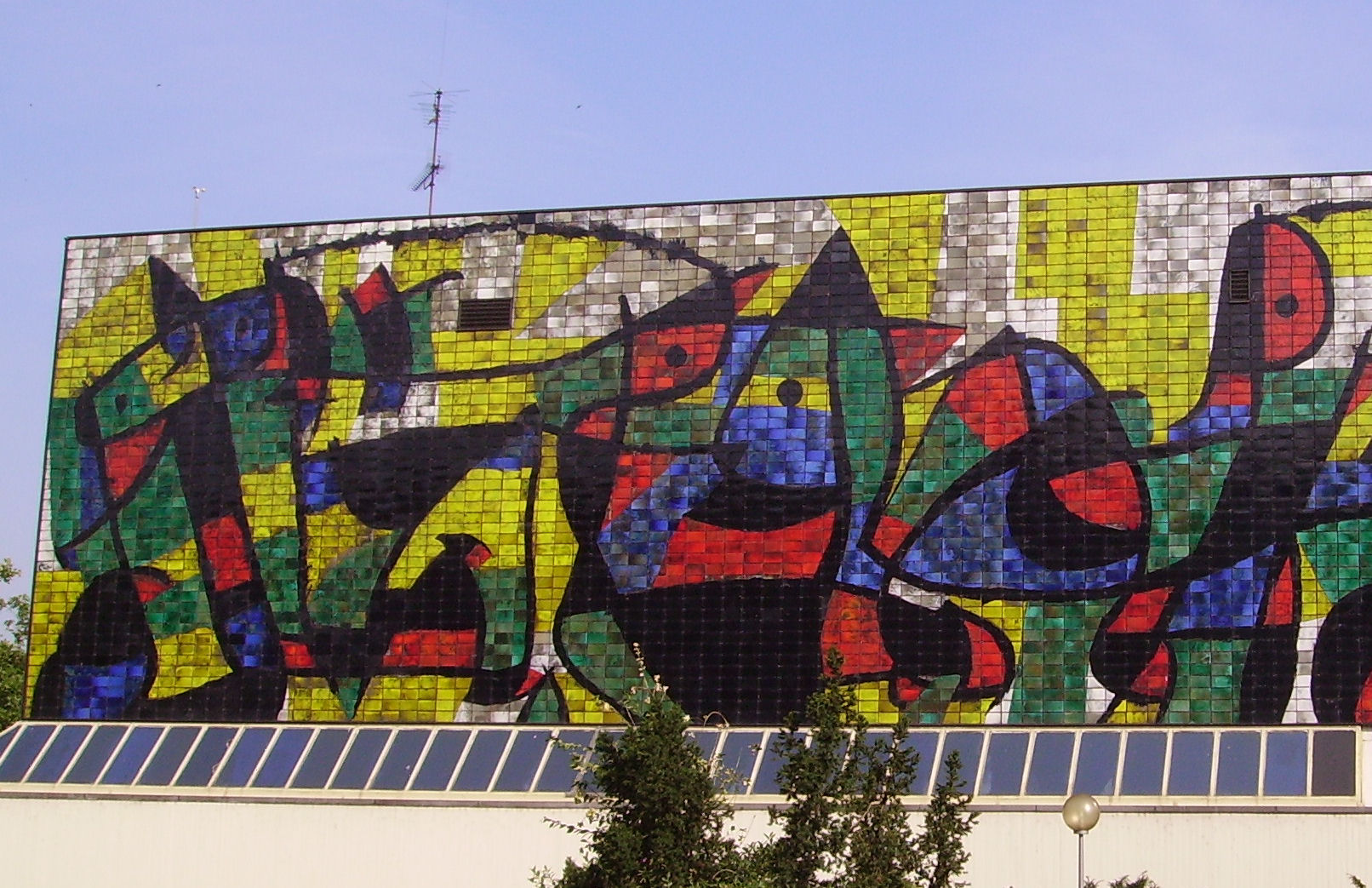
Miró-Wand des Wilhelm-Hack-Museums

Die  Miró-Wand ist eine Keramikwand, die der katalanische Künstler Joan Miró für das Wilhelm-Hack-Museum in Ludwigshafen anfertigte.

## Gestaltung

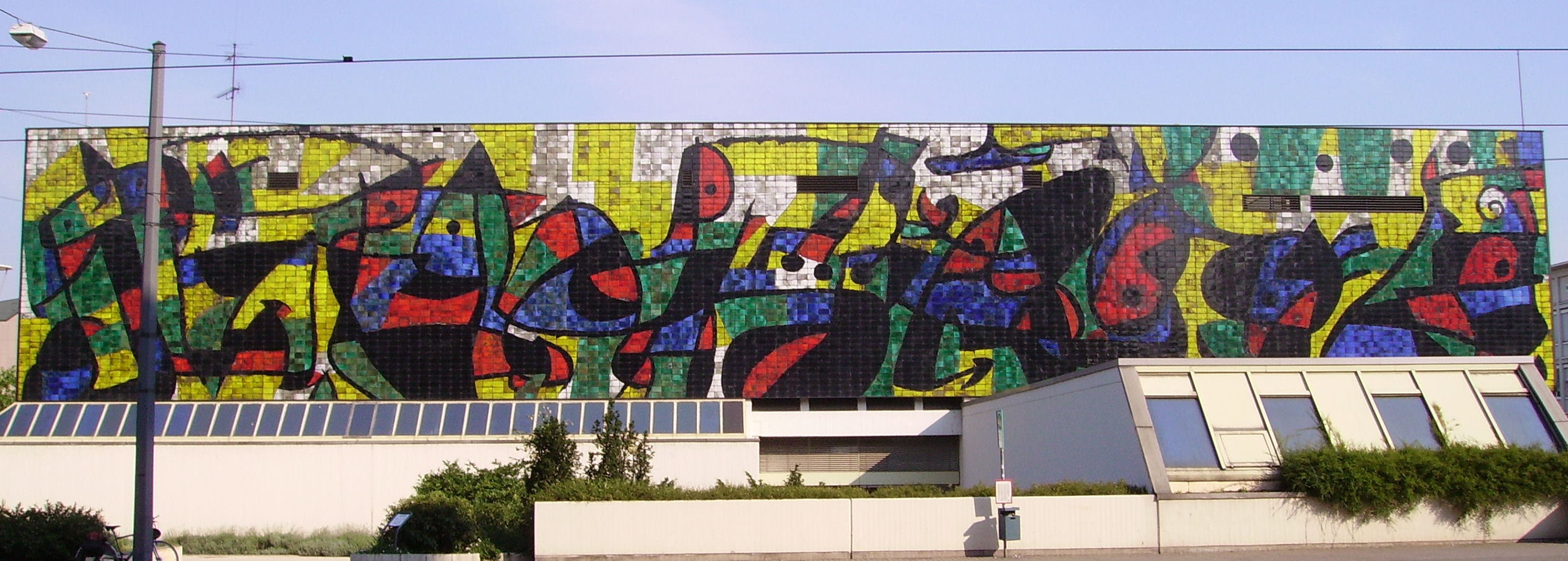
Gesamte Miró-Wand

Die Miró-Wand, das Wahrzeichen des Wilhelm-Hack-Museums, besteht aus 7200 Keramikfliesen, die mit einer Breite von 55 Metern und einer Höhe von zehn Metern zu den größten Werken des katalanischen Künstlers Joan Miró gehört.
Elemente des Wandbildes sind skurrile Lebewesen und Fantasiegestalten.

## Geschichte

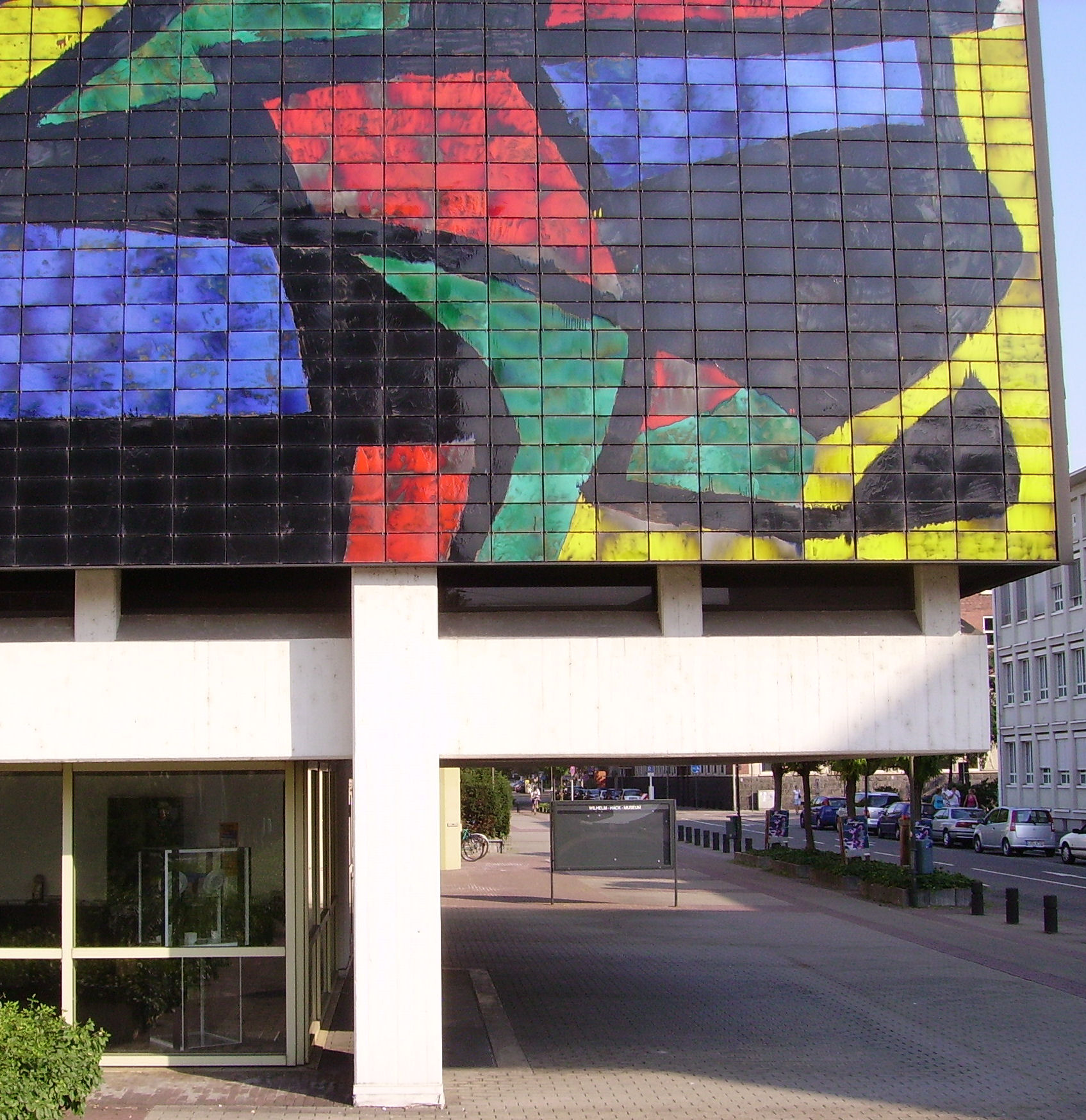
Eingangsbereich

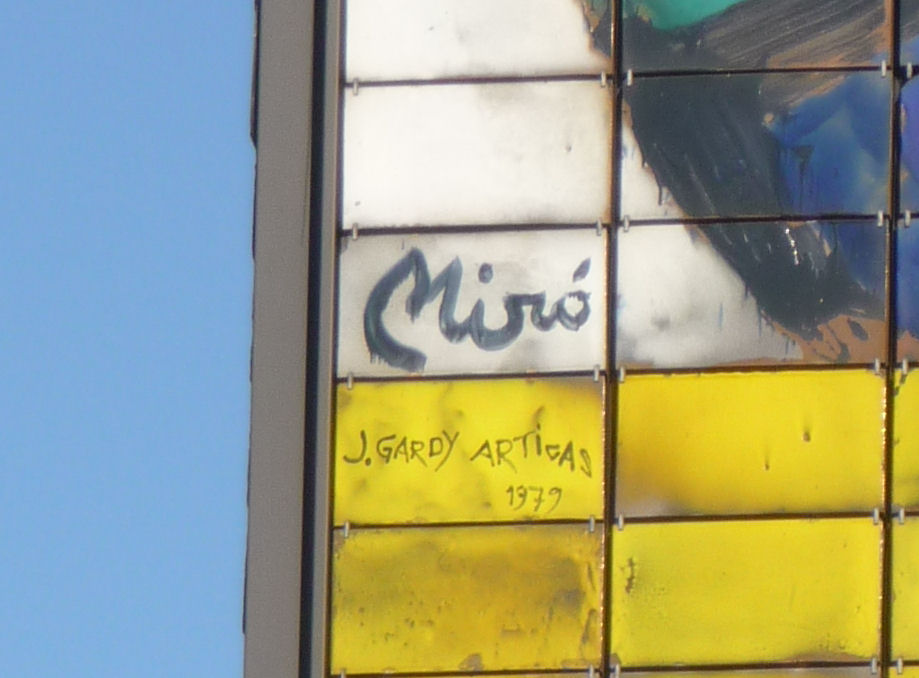
Signaturen der beiden Künstler

Diese Wand verdankt ihre Entstehung einem Konstruktionsfehler, da das Museumsgebäude auf Grund einiger Installationen um vier Meter erhöht werden musste. Die dadurch entstandene riesige Außenfläche verlangte nach einer künstlerischen Gestaltung. Der Kunstsammler Wilhelm Hack trat an den ihm persönlich bekannten Künstler Miró heran und bat ihn um einen Entwurf für die Wand. Miró entschied sich für eine Keramikverkleidung, die aus 7200 Fliesen bestand.
Das Wandbild wurde Ende des Jahres 1979 fertiggestellt. Der Entwurf stammte von Miró, die technische Durchführung lag in den Händen des Keramikers Joan Gardy Artigas. Die beiden Künstler arbeiteten in dem kleinen Bergdorf Gallifa bei Barcelona. Dort wurde der im Maßstab 1:10 angefertigte Entwurf auf 20 × 36 cm große Steinzeugfliesen übertragen. Die Signatur der beiden Künstler findet sich am äußeren linken Rand der Fassade mit der Jahreszahl 1979. 
Die Einfuhr der Fliesen wäre fast an der Zollbehörde gescheitert, die sie als Sanitärverkleidung mit einem hohen Zoll belegen wollte. Doch die Oberfinanzdirektion erkannte letztlich die Fliesen als Kunstwerk an, womit eine enorme Verteuerung der Wandgestaltung durch Zollgebühren vermieden wurde.